# Sanaba
Sanaba là một tổng của tỉnh Banwa ở phía tây Burkina Faso. Thủ phủ của tổng này là thị xã Sanaba. Theo điều tra dân số năm 1996, tổng này có dân số 29.525 người.

## Các thị xã và các làng
Các thị xã và làng xã lớn nhất trong tổng này kèm theo dân số như sau .:
- Sanaba	(6 402 dân) (thủ phủ)
- Bendougou	(2 864 dân)
- Bérenkuy	(435 dân)
- Dio	(2 107 dân)
- Founa	(1 677 dân)
- Gombio	(292 dân)
- Gnoumakuy	(440 dân)
- Koba	(1 207 dân)
- Kosso	(435 dân)
- Kossoba	(1 975 dân)
- Kounla	(452 dân)
- Moussakuy	(1 139 dân)
- Nemena	(1 017 dân)
- Ouarakuy	(549 dân)
- Pekuy	(293 dân)
- Sorwa	(699 dân)
- Soumakuy	(370 dân)
- Timba	(241 dân)
- Yenkuy	(278 dân)
- Ziga	(6 653 dân)